# Comuna de Strzelce Opolskie
Strzelce Opolskie (polaco: Gmina Strzelce Opolskie) é uma gminy (comuna) na Polónia, na voivodia de Opole e no condado de Strzelecki. A sede do condado é a cidade de Strzelce Opolskie.
De acordo com os censos de 2004, a comuna tem 33 747 habitantes, com uma densidade 166,8 hab/km².

## Área
Estende-se por uma área de 202,35 km², incluindo:
- área agricola: 59%
- área florestal: 30%

## Demografia
Dados de 30 de Junho 2004:
|                      | Total   | Total | Mulheres | Mulheres | Homens  | Homens |
| -------------------- | ------- | ----- | -------- | -------- | ------- | ------ |
|                      | pessoas | %     | pessoas  | %        | pessoas | %      |
| População            | 33 747  | 100   | 17 309   | 51,3     | 16 438  | 48,7   |
| Densidade (pop./km²) | 166,8   | 100   | 85,5     | 85,5     | 81,2    | 81,2   |

De acordo com dados de 2002, o rendimento médio per capita ascendia a 1445,85 zł.

## Subdivisões
- Adamowice, Błotnica Strzelecka, Brzezina, Dziewkowice, Farska Kolonia, Grodzisko, Jędrynie, Kadłub, Kadłubski Piec, Kalinowice, Kalinów, Ligota Dolna, Ligota Górna, Mokre Łany, Niwki, Nowa Wieś, Osiek, Płużnica Wielka, Rozmierka, Rozmierz, Rożniątów, Sucha, Suche Łany, Szczepanek, Szymiszów, Szymiszów-Osiedle, Warmątowice.

## Comunas vizinhas
- Gogolin, Izbicko, Jemielnica, Kolonowskie, Leśnica, Ozimek, Toszek, Ujazd, Wielowieś, Zdzieszowice